# Big Brother (África)

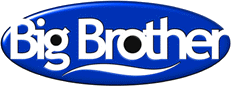

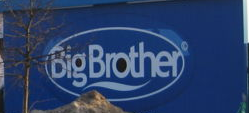

## Primera edición (25/05/2003 - 07/09/2003)
El 25 de mayo de 2003 comenzó la primera edición de Gran hermano en África, donde 12 países competían para ganar el gran premio. La casa estaba ubicada en Sudáfrica. Doce fueron los afortunados que entraron a la casa, pero luego de 106 días sólo 5 personas llegaron a la final en donde Cherise Makubale de Zambia fue la ganadora.

### Concursantes
| Concursante                | Edad    | País      | Duración                | Información   |
| -------------------------- | ------- | --------- | ----------------------- | ------------- |
| Cherise Makubale           | 24 años | Zambia    | 25/05/2003 - 07/09/2003 | Ganadora      |
| Mwisho Mawampaba           | 22 años | Tanzania  | 25/05/2003 - 07/09/2003 | 2º finalista  |
| Tapuwa Mhere               | 26 años | Zimbabue  | 25/05/2003 - 07/09/2003 | 3.ª finalista |
| Gaetano Jujo               | 30 años | Uganda    | 25/05/2003 - 07/09/2003 | 4º finalista  |
| Warona Masego              | 25 años | Botsuana  | 25/05/2003 - 07/09/2003 | 5.ª finalista |
| Stefan Ludik               | 22 años | Namibia   | 25/05/2003 - 31/08/2003 | 7º expulsado  |
| Bayo (Adebayo) Adetomiwa   | 28 años | Nigeria   | 25/05/2003 - 24/08/2003 | 6º expulsado  |
| Abby (Abergail) Plaatjes   | 25 años | Sudáfrica | 25/05/2003 - 17/08/2003 | 5.ª expulsada |
| Sammi (Samuel) Kwame       | 28 años | Ghana     | 25/05/2003 - 03/08/2003 | 4º expulsado  |
| Alex (Alexander) Kasembeli | 21 años | Kenia     | 25/03/2003 - 20/07/2003 | 3º expulsado  |
| Zein Dudha                 | 27 años | Malaui    | 25/05/2003 - 06/07/2003 | 2º expulsado  |
| Bruna Lemas                | 25 años | Angola    | 25/05/2003 - 22/06/2003 | 1.ª expulsada |

### Nominaciones
|             | Semana 1                       | Semana 2                      | Semana 3                       | Semana 4                       | Semana 5                       | Semana 6                           | Semana 7                        | FINAL                        | FINAL                       |
| ----------- | ------------------------------ | ----------------------------- | ------------------------------ | ------------------------------ | ------------------------------ | ---------------------------------- | ------------------------------- | ---------------------------- | --------------------------- |
| Cherise     | —                              | Alex Zein                     | Stefan Warona                  | Bayo Warona                    | Mwisho Stefan                  | Mwisho Warona                      | Stefan Tapuwa                   | Ganadora                     | Ganadora                    |
| Mwisho      | —                              | Alex Stefan                   | Alex Gaetano                   | Abby Gaetano                   | Abby Cherise                   | Cherise Gaetano                    | Tapuwa Warona                   | 2.º lugar                    | 2.º lugar                   |
| Tapuwa      | —                              | Abby Zein                     | Alex Sammi                     | Sammi Warona                   | Stefan Warona                  | Gaetano Warona                     | Stefan Warona                   | 3.er lugar                   | 3.er lugar                  |
| Warona      | —                              | Bayo Tapuwa                   | Bayo Tapuwa                    | Mwisho Sammi                   | Abby Gaetano                   | Cherise Gaetano                    | Mwisho Tapuwa                   | 4.º lugar                    | 4.º lugar                   |
| Gaetano     | —                              | Exento                        | Bayo Cherise                   | Cherise Stefan                 | Cherise Mwisho                 | Bayo Stefan                        | Mwisho Stefan                   | 5.º lugar                    | 5.º lugar                   |
| Stefan      | —                              | Bayo Tapuwa                   | Bayo Tapuwa                    | Bayo Tapuwa                    | Abby Gaetano                   | Bayo Mwisho                        | Gaetano Mwisho                  | Expulsado (día 105)          | Expulsado (día 105)         |
| Bayo        | —                              | Stefan Warona                 | Stefan Warona                  | Stefan Warona                  | Gaetano Mwisho                 | Gaetano Tapuwa                     | Expulsado (día 98)              | Expulsado (día 98)           | Expulsado (día 98)          |
| Abby        | —                              | Tapuwa Zein                   | Alex Stefan                    | Mwisho Sammi                   | Bayo Cherise                   | Expulsada (día 84)                 | Expulsada (día 84)              | Expulsada (día 84)           | Expulsada (día 84)          |
| Sammi       | —                              | Warona Zein                   | Gaetano Warona                 | Gaetano Mwisho                 | Expulsado (día 70)             | Expulsado (día 70)                 | Expulsado (día 70)              | Expulsado (día 70)           | Expulsado (día 70)          |
| Alex        | —                              | Bayo Tapuwa                   | Sammi Tapuwa                   | Expulsado (día 56)             | Expulsado (día 56)             | Expulsado (día 56)                 | Expulsado (día 56)              | Expulsado (día 56)           | Expulsado (día 56)          |
| Zein        | —                              | Bayo Sammi                    | Expulsado (día 42)             | Expulsado (día 42)             | Expulsado (día 42)             | Expulsado (día 42)                 | Expulsado (día 42)              | Expulsado (día 42)           | Expulsado (día 42)          |
| Bruna       | —                              | Expulsada (día 28)            | Expulsada (día 28)             | Expulsada (día 28)             | Expulsada (día 28)             | Expulsada (día 28)                 | Expulsada (día 28)              | Expulsada (día 28)           | Expulsada (día 28)          |
| Nominados   | Todos los concursantes         | Bayo Tapuwa Zein              | Alex Bayo Stefan Tapuwa Warona | Mwisho Sammi Warona            | Abby Cherise Gaetano Mwisho    | Bayo Cherise Gaetano Mwisho Warona | Mwisho Stefan Tapuwa            | Todos los concursantes       | Todos los concursantes      |
| Expulsiones | Bruna ? de 13 (para expulsión) | Zein ? de 13 (para expulsión) | Alex ? de 13 (para expulsión)  | Sammi ? de 13 (para expulsión) | Abby 11 de 13 (para expulsión) | Bayo 9 de 13 (para expulsión)      | Stefan ? de 13 (para expulsión) | Gaetano 1 de 13 (para ganar) | Warona 2 de 13 (para ganar) |
| Expulsiones | Bruna ? de 13 (para expulsión) | Zein ? de 13 (para expulsión) | Alex ? de 13 (para expulsión)  | Sammi ? de 13 (para expulsión) | Abby 11 de 13 (para expulsión) | Bayo 9 de 13 (para expulsión)      | Stefan ? de 13 (para expulsión) | Tapuwa 2 de 13 (para ganar)  | Mwisho 2 de 13 (para ganar) |
| Expulsiones | Bruna ? de 13 (para expulsión) | Zein ? de 13 (para expulsión) | Alex ? de 13 (para expulsión)  | Sammi ? de 13 (para expulsión) | Abby 11 de 13 (para expulsión) | Bayo 9 de 13 (para expulsión)      | Stefan ? de 13 (para expulsión) | Cherise 6 de 13 (para ganar) |                             |

## Segunda edición (05/08/2007 - 11/11/2007)
La segunda edición de Big Brother África tuvo una duración de 99 días. El que llegó a proclamarse ganador recibió como premio U$S 100.000. Se eligieron a 12 concursantes de Angola, Botsuana, Ghana, Kenia, Malaui, Namibia, Nigeria, Sudáfrica, Tanzania, Uganda, Zambia y Zimbabue.
|                        | Semana 1                    | Semana 2   | Semana 3                      | Semana 4                   | Semana 5                    | Semana 6                       | Semana 7                        | Semana 8                     | Semana 9                      | Semana 10                    | Semana 11                   | Semana 12                      | Final                      |
| ---------------------- | --------------------------- | ---------- | ----------------------------- | -------------------------- | --------------------------- | ------------------------------ | ------------------------------- | ---------------------------- | ----------------------------- | ---------------------------- | --------------------------- | ------------------------------ | -------------------------- |
| Richard                | Lerato Ofunneka             | —          | Justice, Jeff                 | Kwaku, Meryl               | Meryl, Kwaku                | Maxwell, Lerato                | Bertha, Lerato                  | Bertha, Lerato               | Bertha, Kwaku                 | Code, Kwaku                  | Maureen, Code               | Maureen, Ofunneka              | Ganador                    |
| Ofunneka               | Lerato Meryl                | —          | Meryl, Lerato                 | Meryl, Lerato              | Lerato, Meryl               | Lerato, Kwaku                  | Bertha, Lerato                  | Bertha, Lerato               | Bertha, Kwaku                 | Code, Kwaku                  | Code, Richard               | Richard, Tatiana               | 2°. lugar                  |
| Tatiana                | Lerato Maxwell              | —          | Bertha, Lerato                | Maxwell, Lerato            | Ofunneka, Lerato            | Lerato, Maxwell                | Bertha, Lerato                  | Bertha, Lerato               | Bertha, Kwaku                 | Kwaku, Ofunneka              | Maureen, Code               | Maureen, Ofunneka              | 3°. lugar                  |
| Maureen                | Lerato Kwaku                | —          | Bertha, Meryl                 | Bertha, Meryl              | Meryl, Bertha               | Maxwell, Bertha                | Bertha, Lerato                  | Bertha, Lerato               | Bertha, Kwaku                 | Kwaku, Richard               | Tatiana, Richard            | Ofunneka, Tatiana              | Expulsada (Día 84)         |
| Code                   | Justice Maureen             | —          | Justice, Maureen              | Jeff, Meryl                | Meryl, Tatiana              | Richard, Tatiana               | Bertha, Lerato                  | Bertha, Lerato               | Bertha, Kwaku                 | Kwaku, Tatiana               | Ofunneka, Richard           | Expulsado (Día 77)             | Expulsado (Día 77)         |
| Kwaku                  | Richard Justice             | —          | Justice, Ofunneka             | Jeff, Ofunneka             | Ofunneka, Maureen           | Maureen Richard                | Code, Richard                   | Maureen, Richard             | Code, Maureen                 | Maureen, Richard             | Expulsado (Día 70)          | Expulsado (Día 70)             | Expulsado (Día 70)         |
| Bertha                 | Meryl Justice               | —          | Justice, Jeff                 | Jeff, Maureen              | Meryl, Maureen              | Maureen, Richard               | Code, Maureen                   | Code, Maureen                | Code, Maureen                 | Expulsada (Día 63)           | Expulsada (Día 63)          | Expulsada (Día 63)             | Expulsada (Día 63)         |
| Lerato                 | Maureen Ofunneka            | —          | Jeff, Ofunneka                | Jeff, Ofunneka             | Richard, Tatiana            | Richard, Tatiana               | Code, Maureen                   | Code, Maureen                | Expulsada (Día 56)            | Expulsada (Día 56)           | Expulsada (Día 56)          | Expulsada (Día 56)             | Expulsada (Día 56)         |
| Maxwell                | Meryl Jeff                  | —          | Richard, Meryl                | Richard, Meryl             | Richard, Kwaku              | Richard, Bertha                | Expulsado (Día 42)              | Expulsado (Día 42)           | Expulsado (Día 42)            | Expulsado (Día 42)           | Expulsado (Día 42)          | Expulsado (Día 42)             | Expulsado (Día 42)         |
| Meryl                  | Ofunneka Justice            | —          | Jeff, Bertha                  | Jeff, Maureen              | Maureen, Ofunneka           | Expulsada (Día 35)             | Expulsada (Día 35)              | Expulsada (Día 35)           | Expulsada (Día 35)            | Expulsada (Día 35)           | Expulsada (Día 35)          | Expulsada (Día 35)             | Expulsada (Día 35)         |
| Jeff                   | Justice Maxwell             | —          | Justice, Bertha               | Meryl, Lerato              | Expulsado (Día 28)          | Expulsado (Día 28)             | Expulsado (Día 28)              | Expulsado (Día 28)           | Expulsado (Día 28)            | Expulsado (Día 28)           | Expulsado (Día 28)          | Expulsado (Día 28)             | Expulsado (Día 28)         |
| Justice                | Meryl Bertha                | —          | Meryl, Bertha                 | Expulsado (Día 21)         | Expulsado (Día 21)          | Expulsado (Día 21)             | Expulsado (Día 21)              | Expulsado (Día 21)           | Expulsado (Día 21)            | Expulsado (Día 21)           | Expulsado (Día 21)          | Expulsado (Día 21)             | Expulsado (Día 21)         |
| Notas                  | [ Nota 2 ]                  | [ Nota 3 ] | [ Nota 4 ]                    | [ Nota 5 ]                 | [ Nota 6 ]                  | [ Nota 7 ]                     | [ Nota 8 ]                      | [ Nota 9 ]                   | [ Nota 10 ]                   | [ Nota 11 ]                  | [ Nota 12 ]                 | [ Nota 13 ]                    | —                          |
| Líder de la casa       | Jeff                        | Ofunneka   | Meryl                         | Bertha                     | Maxwell                     | Lerato                         | Tatiana                         | Maureen                      | Richard                       | Code                         | Ofunneka                    | Tatiana                        | —                          |
| Nominado (pre-líder)   | —                           | —          | Bertha, Justice               | Jeff, Meryl                | Maureen, Meryl, Ofunneka    | Lerato, Maxwell, Richard       | Kwaku, Ofunneka, Tatiana        | Bertha, Lerato               | Bertha, Kwaku                 | Code, Kwaku, Richard         | Code, Richard               | Maureen, Ofunneka, Tatiana     | —                          |
| Nominados (post-líder) | —                           | —          | Jeff, Justice                 | Jeff, Maureen              | Maureen, Meryl, Richard     | Maxwell, Richard, Tatiana      | Kwaku, Lerato, Ofunneka         | Bertha, Lerato               | Bertha, Kwaku                 | Kwaku, Richard, Tatiana      | Code, Richard               | Maureen, Ofunneka, Tatiana     | Ofunneka, Richard, Tatiana |
| Expulsado              | —                           | —          | Justice 7 de 13 para expulsar | Jeff 7 de 13 para expulsar | Meryl 8 de 13 para expulsar | Maxwell 12 de 13 para expulsar | Kwaku, Ofunneka falsa expulsión | Lerato 8 de 13 para expulsar | Bertha 12 de 13 para expulsar | Kwaku 11 de 13 para expulsar | Code 10 de 13 para expulsar | Maureen 10 de 13 para expulsar | Tatiana 1 de 13 para ganar |
| Expulsado              | Ofunneka 5 de 13 para ganar |            |                               |                            |                             |                                |                                 |                              |                               |                              |                             |                                |                            |
| Expulsado              | Richard 7 de 13 para ganar  |            |                               |                            |                             |                                |                                 |                              |                               |                              |                             |                                |                            |

## Tercera edición (24/08/2008 - 23/11/2008)
La tercera edición de Big Brother África tuvo una duración de 92 días. El que llegó a proclamarse ganador recibió como premio U$S 100.000. Se eligieron a 12 concursantes de Angola, Botsuana, Ghana, Kenia, Malaui, Namibia, Nigeria, Sudáfrica, Tanzania, Uganda, Zambia y Zimbabue.
|                        | Semana 1         | Semana 2         | Semana 3                                                   | Semana 4                      | Semana 5                       | Semana 6                  | Semana 7                      | Semana 8                    | Semana 9                        | Semana 10                    | Semana 11                    | Semana 12                     | Final                             | Final                             |  |
| ---------------------- | ---------------- | ---------------- | ---------------------------------------------------------- | ----------------------------- | ------------------------------ | ------------------------- | ----------------------------- | --------------------------- | ------------------------------- | ---------------------------- | ---------------------------- | ----------------------------- | --------------------------------- | --------------------------------- |  |
| Ricco                  | Munya Morris     | Morris Thami     | Hazel Tawana                                               | No nomina                     | Takondwa Tawana                | Takondwa Tawana           | Hazel Takondwa                | Takondwa Thami              | Morris Thami                    | Hazel Thami                  | Thami Hazel                  | Tawana Hazel                  | Ganador (Día 91)                  | Ganador (Día 91)                  |  |
| Hazel                  | Mimi Takondwa    | Ricco Takondwa   | Mimi Munya                                                 | No nomina                     | Mimi Takondwa                  | Munya Ricco               | Sheila Takondwa               | Mimi Munya                  | Ricco Takondwa                  | Morris Munya                 | Munya Ricco                  | Tawana Ricco                  | 2ª Finalista (Día 91)             | 2ª Finalista (Día 91)             |  |
| Munya                  | Sheila Morris    | Lucille Ricco    | Hazel Latoya                                               | No nomina                     | Ricco Takondwa                 | Takondwa Uti              | Sheila Takondwa               | Mimi Thami                  | En BB finlandés                 | Hazel Thami                  | Hazel Thami                  | Hazel Ricco                   | 3º Finalista (Día 91)             | 3º Finalista (Día 91)             |  |
| Tawana                 | Sheila Lucille   | Lucille Thami    | Lucille Thami                                              | Nominada                      | Mimi Ricco                     | Mimi Morris               | Mimi Sheila                   | Thami Mimi                  | Ricco Takondwa                  | Morris Thami                 | Thami Hazel                  | Ricco Hazel                   | Expulsada (Día 84)                | Expulsada (Día 84)                |  |
| Thami                  | Hazel Uti        | Ricco Uti        | Sheila Tawana                                              | No nomina                     | Ricco Uti                      | Munya Mimi                | Hazel Takondwa                | Munya Takondwa              | Morris Ricco                    | Morris Ricco                 | Ricco Munya                  | Expulsado (Día 77)            | Expulsado (Día 77)                | Expulsado (Día 77)                |  |
| Morris                 | Ricco Takondwa   | Lucille Takondwa | Sheila Thami                                               | No nomina                     | Munya Ricco                    | Ricco Takondwa            | Hazel Tawana                  | Mimi Takondwa               | Takondwa Tawana                 | Hazel Munya                  | Expulsado (Día 70)           | Expulsado (Día 70)            | Expulsado (Día 70)                | Expulsado (Día 70)                |  |
| Takondwa               | Takondwa Lucille | Morris Hazel     | Latoya Uti                                                 | No nomina                     | Lucille Uti                    | Thami Uti                 | Tawana Thami                  | Thami Ricco                 | Thami Tawana                    | Expulsada (Día 63)           | Expulsada (Día 63)           | Expulsada (Día 63)            | Expulsada (Día 63)                | Expulsada (Día 63)                |  |
| Mimi                   | Sheila Thami     | Morris Thami     | Sheila Uti                                                 | No nomina                     | Hazel Uti                      | Hazel Uti                 | Takondwa Tawana               | Thami Takondwa              | Expulsada (Día 56)              | Expulsada (Día 56)           | Expulsada (Día 56)           | Expulsada (Día 56)            | Expulsada (Día 56)                | Expulsada (Día 56)                |  |
| Sheila                 | Ricco Tawana     | Morris Thami     | Morris Tawana                                              | No nomina                     | Hazel Morris                   | Hazel Morris              | Tawana Thami                  | Expulsada (Día 49)          | Expulsada (Día 49)              | Expulsada (Día 49)           | Expulsada (Día 49)           | Expulsada (Día 49)            | Expulsada (Día 49)                | Expulsada (Día 49)                |  |
| Uti                    | Takondwa Tawana  | Lucille Mimi     | Munya Latoya                                               | No nomina                     | Hazel Takondwa                 | Munya Takondwa            | Expulsado (Día 42)            | Expulsado (Día 42)          | Expulsado (Día 42)              | Expulsado (Día 42)           | Expulsado (Día 42)           | Expulsado (Día 42)            | Expulsado (Día 42)                | Expulsado (Día 42)                |  |
| Lucille                | Thami            | Morris Thami     | Latoya Tawana                                              | No nomina                     | Sheila Uti                     | Expulsada (Día 35)        | Expulsada (Día 35)            | Expulsada (Día 35)          | Expulsada (Día 35)              | Expulsada (Día 35)           | Expulsada (Día 35)           | Expulsada (Día 35)            | Expulsada (Día 35)                | Expulsada (Día 35)                |  |
| Latoya                 | Hazel Tawana     | Sheila Takondwa  | Sheila Tawana                                              | Nominada                      | Expulsada (Día 28)             | Expulsada (Día 28)        | Expulsada (Día 28)            | Expulsada (Día 28)          | Expulsada (Día 28)              | Expulsada (Día 28)           | Expulsada (Día 28)           | Expulsada (Día 28)            | Expulsada (Día 28)                | Expulsada (Día 28)                |  |
|                        |                  |                  |                                                            |                               |                                |                           |                               |                             |                                 |                              |                              |                               |                                   |                                   |  |
| Notas                  | Ver nota 1       | Ver nota 2       | Ver nota 3                                                 | Ver nota 3                    | Ver nota 4                     | Ver nota 5                | Ver nota 6                    | ninguna                     | Ver nota 7                      | ninguna                      | ninguna                      | Ver nota 8                    | Ver notas 9, 10                   | Ver notas 9, 10                   |  |
| Líder de la casa       | No líder         | Tawana           | Ricco                                                      | Lucille                       | Takondwa                       | Takondwa                  | Morris                        | Morris                      | Tawana                          | Tawana                       | Tawana                       | Munya                         | No líder                          | No líder                          |  |
| Nominados (pre-líder)  | No Nominaciones  | Morris Thami     | Latoya Sheila Tawana                                       | No Nominaciones               | Ricco Takondwa Uti             | Munya Takondwa Uti        | Hazel Sheila Takondwa Tawana  | Mimi Takondwa Thami         | Ricco Takondwa                  | Hazel Morris Thami           | Hazel Thami                  | Hazel Ricco                   | Hazel Munya Ricco                 | Hazel Munya Ricco                 |  |
| Nominados (post-líder) | No Nominaciones  | Morris Thami     | Latoya Sheila Tawana                                       | Latoya Tawana                 | Lucille Ricco Uti              | Munya Ricco Uti           | Hazel Ricco Sheila Tawana     | Mimi Takondwa Thami         | Ricco Takondwa                  | Hazel Morris Thami           | Hazel Thami                  | Hazel Tawana                  | Hazel Munya Ricco                 |                                   |  |
| Expulsados             | No Expulsión     | No xpulsión      | Latoya 10 de 13 para expulsar Tawana 3 de 13 para expulsar | Latoya 11 de 13 para expulsar | Lucille 11 de 13 para expulsar | Uti 7 de 13 para expulsar | Sheila 10 de 13 para expulsar | Mimi 10 de 13 para expulsar | Takondwa 11 de 13 para expulsar | Morris 8 de 13 para expulsar | Thami 11 de 13 para expulsar | Tawana 10 de 13 para expulsar | Munya 1 de 13 (22.60%) para ganar | Munya 1 de 13 (22.60%) para ganar |  |
| Expulsados             | No Expulsión     | No xpulsión      | Latoya 10 de 13 para expulsar Tawana 3 de 13 para expulsar | Latoya 11 de 13 para expulsar | Lucille 11 de 13 para expulsar | Uti 7 de 13 para expulsar | Sheila 10 de 13 para expulsar | Mimi 10 de 13 para expulsar | Takondwa 11 de 13 para expulsar | Morris 8 de 13 para expulsar | Thami 11 de 13 para expulsar | Tawana 10 de 13 para expulsar | Hazel 6 de 13 (38.60%) para ganar |                                   |  |
| Expulsados             | No Expulsión     | No xpulsión      | Latoya 10 de 13 para expulsar Tawana 3 de 13 para expulsar | Latoya 11 de 13 para expulsar | Lucille 11 de 13 para expulsar | Uti 7 de 13 para expulsar | Sheila 10 de 13 para expulsar | Mimi 10 de 13 para expulsar | Takondwa 11 de 13 para expulsar | Morris 8 de 13 para expulsar | Thami 11 de 13 para expulsar | Tawana 10 de 13 para expulsar | Ricco 6 de 13 (38.80%) para ganar |                                   |  |

La plantilla {{Fn}} ya no debe usarse. En su lugar usa el nuevo sistema de referencias..  En el día 2, los concursantes nombraron a 2 concursantes quiénes ellos consideraban su "Héroe" la persona con la que más le gustaría vivir los 91 días y otra a la que ellos consideraban un "Cero" la persona que ellos pensaban que se merecía dejar la casa lo más pronto posible. El primer nombre que ellos dieron era el de su "Héroe" y el segundo nombre que dieron su "Cero". TEsas nominaciones no contaron y nadie fue nominado.
La plantilla {{Fn}} ya no debe usarse. En su lugar usa el nuevo sistema de referencias..  En el día 8, los concursantes nominaron a dos personas para expulsión. Esas nominaciones no contaron y Morris y Thami fueron nominados para expulsión pero la expulsión será falsa. Los concursantes no supieron que fue falsa. Después de que nominara, los concursantes conocieron quiénes fueron los que más votos obtuvieron.
La plantilla {{Fn}} ya no debe usarse. En su lugar usa el nuevo sistema de referencias..  En el día 21 hubo una doble falsa expulsión. Los dos concursantes que ellos habían expulsado (Latoya y Tawana), habían sido enviadas al basurero Big Brother. En el día 28, una de ellas será expulsada permanentemente, mientras la otra volverá a la casa. Los demás concursantes no saben que una de ellas volverá a la casa.
La plantilla {{Fn}} ya no debe usarse. En su lugar usa el nuevo sistema de referencias..  El líder de la casa Takondwa eligió salvarse él mismo de la nominación, y reemplazarse por Lucille.
La plantilla {{Fn}} ya no debe usarse. En su lugar usa el nuevo sistema de referencias..  El líder de la casa Takondwa eligió salvarse él mismo de la nominación, y reemplazarse por Ricco.
La plantilla {{Fn}} ya no debe usarse. En su lugar usa el nuevo sistema de referencias..  El líder de la casa Morris eligió salvar a Takwonda de la nominación y reemplazarlo por Ricco.
La plantilla {{Fn}} ya no debe usarse. En su lugar usa el nuevo sistema de referencias..  Munya estuvo exempto de las nominaciones e inmune de la expulsión esta semana ya que estaba en la casa del Big Brother finlandés donde las nominaciones tuvieron lugar.
La plantilla {{Fn}} ya no debe usarse. En su lugar usa el nuevo sistema de referencias..  El líder de la casa Munya eligió salvar a Ricco de las nominaciones y reemplazarle por Tawana.
La plantilla {{Fn}} ya no debe usarse. En su lugar usa el nuevo sistema de referencias..  En la última semana los espectadores estaban votando por quién querían ellos ver ganar el concurso en lugar de quien querían expulsar.
La plantilla {{Fn}} ya no debe usarse. En su lugar usa el nuevo sistema de referencias..  Debido a un empate a 6-6 entre Hazel y Ricco, de acuerdo con las reglas de Big Brother África, Ricco ganó como el concursante con el mayor porcentaje de votos.